# 西原

西原在越南的位置

西原（越南语：／），有時又稱為中部高原（越南语：／）或中央高地，是越南8大地區之一，包括多樂省、嘉萊省和林同省。越南共和国時期稱為中分高原（越南语：／）。西原地區擁有不少瀕危物種，如印度野牛、爪哇野牛、亞洲象、印度支那虎等。

## 歷史
這個地區的原住民是各高地民族（法语稱蒙塔尼亞），包括說南島语系的嘉萊族、埃地族，和說孟-高棉語言的巴拿族和赫耶族等。早年屬於占城，占城在1471年滅亡後，占婆聯盟解體，此地由各部族酋長統治，被越南稱為南蟠，其北部最為強大的兩個部落是水舍與火舍。1830年，越南阮朝的明命帝將西原地區併入越南版圖，但這裡被視為蠻荒之地，幾乎沒有越族人進入這片地域，越南朝廷也沒有派遣官員進行實效性的管理。直至法屬印度支那殖民時期才有人來這片土地採礦或墾荒。法國探險家馬里-夏爾·達維德·德·邁勒納於1888年被當地少數民族加冕為國王，建立色當王國，但隨即被殖民政府廢黜。至19世紀時期，當地部落政權逐漸瓦解。在越戰期間，成立被壓制民族鬥爭統一戰線以爭取獨立，後被越南共和國（南越）鎮壓。